# Alfred Schimmel
Alfred Schimmel (* 5. April 1906 in Ludwigshafen am Rhein; † 26. Februar 1948 in Hameln) war ein deutscher Jurist, SS-Sturmbannführer und Gestapo-Mitarbeiter.

## Leben
Alfred Schimmel absolvierte nach dem Abschluss seiner Schullaufbahn ein Studium der Rechtswissenschaft. Schimmel wurde 1931 Mitglied der NSDAP (Mitgliedsnummer 400.086). Ab 1935 war er als Regierungsassessor bei der Polizeidirektion Ludwigshafen tätig und wurde 1936 zur Bayerischen Politischen Polizei nach München versetzt. Nach Überführung der Bayerischen Politischen Polizei in die Geheime Staatspolizei wurde er 1937 zum Regierungsrat ernannt. Ab 1938 war er Abteilungsleiter (II B) bei der Staatspolizeileitstelle München. Im September 1938 erhielt er den Angleichungsdienstgrad SS-Sturmbannführer (SS-Nr. 280.336).
Während des Zweiten Weltkrieges leitete er ab 1942 unter dem Befehlshaber der Sicherheitspolizei und des SD (BdS) in Straßburg die Gestapo und war ab Juni 1944 beim BdS in Norwegen mit Dienstsitz Oslo eingesetzt.
Im Rahmen der Fliegerprozesse wurde Schimmel am 1. Juli 1947 in Hamburg mit siebzehn weiteren Beschuldigten vor einem britischen Militärgericht angeklagt. Schimmel war in dem Verfahren „The Strasbourg Gestapo Case (Killing of Flight Lieutenant Hayter, R.A.F.)“ beschuldigt, im April 1944 den Befehl zur Ermordung eines kriegsgefangenen britischen Leutnants der Royal Air Force namens Hayter gegeben zu haben. Er wurde am 3. September 1947 für schuldig befunden und zum Tode verurteilt. Das Urteil wurde am 26. Februar 1948 im Zuchthaus Hameln vollstreckt.